# Łukasz Żyta
Łukasz Żyta (* 11. Juni 1975 in Bydgoszcz) ist polnischer Jazzmusiker (Schlagzeug).

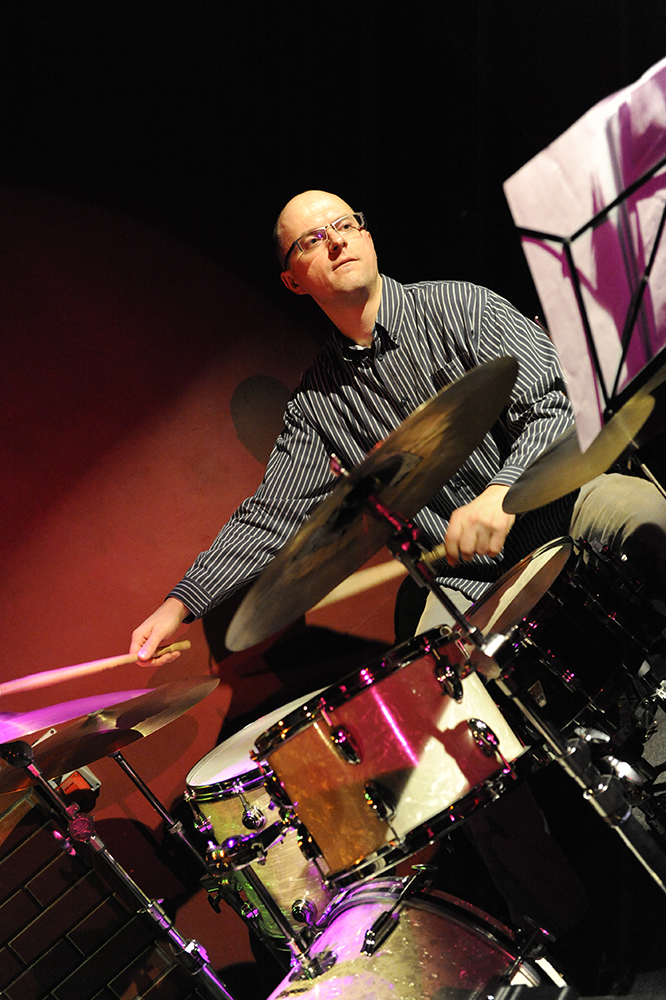
Schlagzeuger Łukasz Żyta im Jazzclub Tygmont in Warschau (2010)

## Leben und Wirken
Żyta besuchte bis 1994 die Staatliche Artur Rubinstein Musikschule in Bydgoszcz. Danach begann er ein Studium an der Abteilung für Jazz- und Popularmusik der Musikakademie Katowice bei Adam Buczek, das er 1998 mit Auszeichnung abschloss.
Żyta gab sein Debüt in der nationalen Jazzszene 1993 beim Wettbewerb Jazz Juniors in Krakau, wo er mit der Band Youth Formation auftrat. Er gehörte dann zu Joint Venture und zur Band von Joachim Mencel (Silent Way of Miles D.), begleitete Karolina Styła, Iza Zając sowie Aga Zaryan, um dann in den Bands von Janusz Muniak, Jacek Niedziela, Jaromír Honzák und Piotr Wyleżoł zu arbeiten. Weiterhin trat er mit den folgenden Musikern auf: Jan Ptaszyn Wróblewski, Tomasz Szukalski, Zbigniew Namysłowski, Henryk Miśkiewicz, Jarosław Śmietana, Andrzej Olejniczak, Urszula Dudziak, Ewa Bem, Grażyna Auguścik, Kuba Stankiewicz, Darek Oleszkiewicz, Grzegorz Nagórski, Adam Pierończyk, Michał Tokaj, Sławomir Kurkiewicz, Jerzy Małek und Paweł Kaczmarczyk. Auch begleitete er Lee Konitz, Dino Saluzzi, Bennie Maupin, Bobby Watson, David Murray, Greg Osby, Gary Thomas, Ingrid Jensen, Chris Cheek, Dayna Stephens und Dan Tepfer.
Seit 2012 ist Żyta Mitglied des Trios von Artur Dutkiewicz (Prana), mit dem er von Neuseeland und Australien bis nach Kanada tourte. Aktuell gehört er zudem zum Trio von Kuba Więcek, mit dem die Alben Another Raindrop und Multitasking entstanden sind. Er ist auch auf Alben von Piotr Baron, David Dorůžka, Rafał Sarnecki, Krzysztof Kiljański und Agnieszka Wilczyńska zu hören; Tom Lord hat im Bereich des Jazz 25 Aufnahmen zwischen 1995 und 2016 verzeichnet.
Żyta ist Dozent in der Abteilung für Jazz- und Popularmusik an der Musikhochschule in Krakau.

## Preise und Auszeichnungen
Żyta gewann 1995 mit der Band Joint Venture den ersten Preis bei Jazz Juniors in Krakau, beim Jazz Standards Festival in Siedlce (1996) und den Preis für die vielversprechendste Band beim Europ’ Jazz Contest in Hoeilaart (1996). Mit dem Parnas Sextett erhielt er beim Pommerschen Jazz-Herbst-Festival 1998 in Gorzów Wielkopolski die Auszeichnung Schlüssel zur Karriere. Er gewann den ersten Preis bei der Jazz Percussion Competition in Grodzisk Mazowiecki (1998). Er erhielt eine individuelle Auszeichnung beim Festival Jazz nad Odrą in Wrocław (1998).

## Diskographische Hinweise
- Piotr Wyleżoł, Adam Kowalewski, Łukasz Żyta: Yearning (Not Two Records 2001)
- Jacek Niedziela-Meira, Kajetan Galas, Łukasz Żyta, Grzegorz Pałka: Burrelhouse (SJ Records 2019)